# 1370年代
| 千纪： | 2千纪                                                                                            |
| 世纪： | 13世纪 \| 14世纪 \| 15世纪                                                                       |
| 年代： | 1340年代 \| 1350年代 \| 1360年代 \| 1370年代 \| 1380年代 \| 1390年代 \| 1400年代                 |
| 年份： | 1370年 \| 1371年 \| 1372年 \| 1373年 \| 1374年 \| 1375年 \| 1376年 \| 1377年 \| 1378年 \| 1379年 |

## 大事记
- 英法百年战争中
- 1370年，明徐達擊元河南王王保保於定西，王保保大敗，退守和林。元順帝於應昌卒，子元昭宗愛猷識理達臘嗣位。李文忠攻應昌，擒元皇子買的里八剌，元昭宗奔和林。
- 1371年，明中山侯湯和為征西將軍，圍重慶，灭夏，夏帝明昇出降。
- 1372年，明攻元失败。明太祖朱元璋遷陳理、明昇，出居高麗。
- 1373年，明政府設六科給事中，掌參駁糾劾之事。元河南王王保保攻大同，被明魏國公徐達击敗。
- 1374年，英國牛津大學教授威克里夫著書抨擊教皇及天主教儀式，主張基督徒可自解聖經。
- 1375年，明改元「行中書省」為「承宣布政使司」。

## 出生
- 波兰国王雅德维加

## 逝世
- 1375年，王保保，元朝河南王。
- 1375年，刘伯温，明朝诚意伯。
- 1378年，元昭宗愛猷識理達臘。
- 1379年，汪廣洋。